# Леоциевые (семейство)
Леоциевые (лат. Leotiaceae) — семейство грибов, входящее в порядок Леоциевые (Leotiales) класса Leotiomycetes.

## Описание
- Плодовые тела — средние или довольно крупные апотеции, у многих видов располагающихся на ножковидных отростках, с гладкой, обычно ярко окрашенной поверхностью. Эксципул трёхслойный, внешние гифы желатинизированные, переплетённые, средний слой состоит из различных гиф, а внутренние гифы нежелатинизированные.
- Аски цилиндрической формы, с утолщением на одном из концов. Споры неокрашенные, продолговатой или удлинённой формы, у некоторых представителей септированные.
- Представители семейства — сапротрофы, произрастающие на гниющих опавших листьях и остатках травянистых растений, также встречаются почве в сырых, болотистых местах.

Анаморфы неизвестны.

## Таксономия
Ближайшие родственники леоциевых — виды семейства Булгариевые. Эти два семейства составляют порядок Leotiales.

### Роды
- Alatospora Ingold, 1942
- Geocoryne Korf, 1978
- Leotia Pers., 1794 — Леоция
- Pezoloma Clem., 1909
- Potridiscus Döbbeler & Triebel, 2000